# Poisson-Prozess

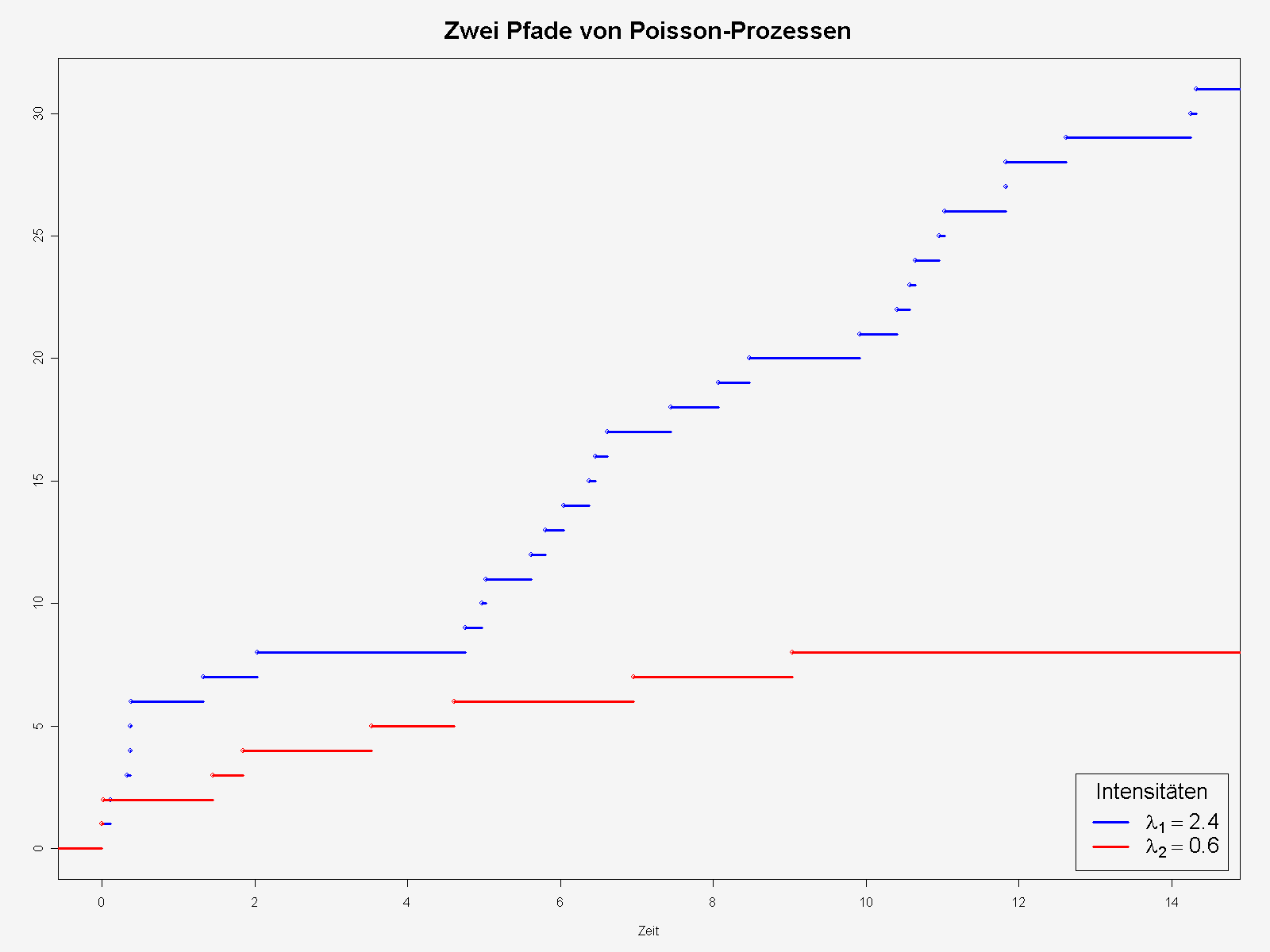
Pfade von zwei Poissonprozessen mit konstanter Intensität: einmal 2,4 (blau) und 0,6 (rot). Der blaue Prozess hat eine viermal so hohe Intensität wie der rote und weist auch mit 30 Sprüngen im gezeichneten Zeitintervall [0; 14,9] weit mehr auf als der rote (nur 8). Dies sind fast genau viermal so viele Sprünge, was auch zu erwarten war.

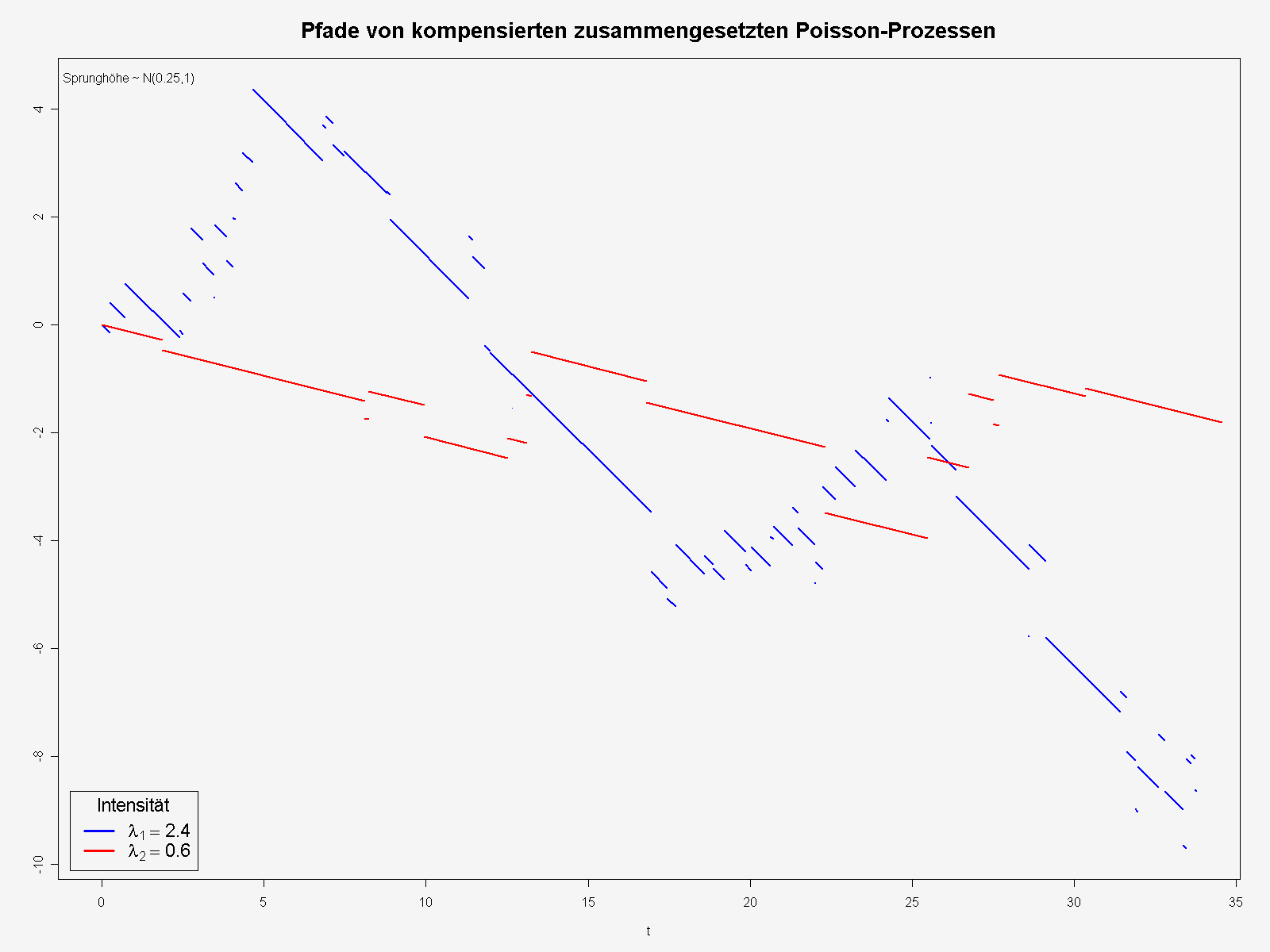
Pfade von zwei kompensierten zusammengesetzten Poisson-Prozessen. Wie oben ist die Intensität (Sprunghäufigkeit) des blauen Prozesses mit 2,4 genau viermal so hoch wie die des roten Prozesses. Im gezeichneten Intervall [0; 35] springt der blaue Prozess 66-mal (erwartet wären 35·2,4=84), der rote 16-mal, also circa viermal so oft. Bei beiden Prozessen sind die Sprünge normalverteilt mit Mittel 0,25. Diese Sprünge nach oben werden durch den negativen Drift genau so ausgeglichen (kompensiert), dass beide Prozesse Martingale sind. Da der blaue Prozess öfter nach oben springt, ist sein negativer Drift stärker.

Ein Poisson-Punktprozess (oder kurz Poisson-Prozess) ist ein nach Siméon Denis Poisson benannter stochastischer Prozess. Er ist ein Erneuerungsprozess, dessen Zuwächse Poisson-verteilt sind.
Die mit einem Poisson-Prozess beschriebenen seltenen Ereignisse besitzen aber typischerweise ein großes Risiko (als Produkt aus Kosten und Wahrscheinlichkeit). Daher werden damit oft im Versicherungswesen zum Beispiel Störfälle an komplexen Industrieanlagen, Flutkatastrophen, Flugzeugabstürze usw. modelliert.

## Parameter
Die Verteilung der Zuwächse hat einen Parameter λ, dieser wird als Intensität des Prozesses bezeichnet, da pro Zeitspanne genau λ Sprünge erwartet werden (Erwartungswert der Poisson-Verteilung ist ebenfalls λ). Die Höhe jedes Sprunges ist eins, die Zeiten zwischen den Sprüngen sind exponentialverteilt. Der Poisson-Prozess ist also ein diskreter Prozess in stetiger (d. h. kontinuierlicher) Zeit.

## Definition
Ein Poisson-Punktprozess {\displaystyle \eta } ist ein zufälliges Maß, genauer gesagt ein Punktprozess, mit einem s-endlichen Intensitätsmaß {\displaystyle \lambda } auf einem beliebigen Maßraum {\displaystyle (\mathbf {X} ,{\mathcal {X}})}, der folgende Bedingungen erfüllt:
1. Für jede messbare Menge {\displaystyle B} ist die Zufallsvariable {\displaystyle \eta (B)} Poisson-verteilt mit Parameter {\displaystyle \lambda (B)}. Das heißt, es gilt {\displaystyle \mathbb {P} (\eta (B)=k)=P_{\lambda (B)}(k)} für alle {\displaystyle k\in \mathbb {N} _{0}}.
2. Für jede beliebige Anzahl an paarweise disjunkten Mengen {\displaystyle B_{1},\dots ,B_{n}\in {\mathcal {X}}} sind die Zufallsvariablen {\displaystyle \eta (B_{1}),\dotsc ,\eta (B_{n})} unabhängig.[1]

Für einen Poisson-Punktprozess wird auch die Kurzschreibweise {\displaystyle \eta \sim {\text{PPP}}(\lambda )} verwendet. Handelt es sich um einen homogenen (auch: stationären) Poisson-Punktprozess, so schreibt man auch {\displaystyle \eta \sim {\text{PPP}}(\lambda \mathrm {d} x)}, wobei damit das {\displaystyle \lambda }-fache Lebesgue-Maß gemeint ist. Für das Intensitätsmaß gilt {\displaystyle \lambda (B)=\operatorname {E} (\eta (B))}.
Poisson-Punktprozesse können auf beliebigen Räumen betrachtet werden. Häufig interessiert man sich für den Raum {\displaystyle \mathbb {R} ^{d}} oder für die positive reelle Achse {\displaystyle \mathbb {R} _{+}}. Insbesondere wenn man von einem Poisson-Punktprozess auf der reellen Achse spricht, nennt man die zweite Eigenschaft auch unabhängige Inkremente.
Die Terminologie ist leider nicht einheitlich. Manche Autoren sprechen vom Poisson-Prozess und meinen damit den Poisson-Punktprozess, andere wiederum meinen mit Poisson-Prozess den Poisson-Zählprozess, also {\displaystyle N(t)_{t\geq 0}:=\eta ([0,t])_{t\geq 0}}. Letzteres zählt die Anzahl der Punkte des Poisson-Punktprozesses bis zum Zeitpunkt {\displaystyle t}.

### Definition aufℝ+
Ein stochastischer Prozess mit càdlàg-Pfaden über einem Wahrscheinlichkeitsraum {\displaystyle (\Omega ,{\mathfrak {A}},\mathbb {P} )} heißt (homogener) Poisson-Prozess {\displaystyle P_{\lambda ,t}\,} mit Intensität {\displaystyle \lambda >0} und {\displaystyle t\in [0,\infty )}, falls folgende drei Bedingungen erfüllt sind:
- {\displaystyle P_{\lambda ,0}=0\quad (\mathbb {P} {\text{-f. s.}})} (siehe Fast sichere Eigenschaften).
- {\displaystyle (\forall s<t)\,\,P_{\lambda ,t}-P_{\lambda ,s}\sim {\mathcal {P}}_{\lambda \cdot (t-s)}}. Dabei bezeichnet {\displaystyle {\mathcal {P}}_{\lambda \cdot (t-s)}} die Poisson-Verteilung mit Parameter {\displaystyle \lambda \cdot (t-s)}.
- Sei für {\displaystyle n\in \mathbb {N} } eine Folge {\displaystyle 0<t_{1}<\dotsb <t_{n}\,} gegeben. Dann ist die Familie {\displaystyle (P_{\lambda ,t_{i}}-P_{\lambda ,t_{i-1}})_{2\leq i\leq n}} von Zufallsvariablen stochastisch unabhängig.

Für die Definition des inhomogenen Poisson-Prozesses siehe Poisson-Prozess#Inhomogener Poisson-Prozess.

## Eigenschaften
- Ein Poisson-Prozess ist gemäß Definition ein stochastischer Prozess mit unabhängigen Zuwächsen.
- Ein homogener Poisson-Prozess ist ein Markow-Prozess in stetiger Zeit mit diskretem Zustandsraum. Die Q-Matrix ist {\displaystyle q_{ij}=\lambda \mathbf {1} _{\{j=i+1\}}-\lambda \mathbf {1} _{\{j=i\}}}.
- Der Zeitraum zwischen zwei Zuwächsen, also {\displaystyle \min\{t\in [0,\infty )\vert P_{\lambda ,t}=n+1\}-\min\{s\in [0,\infty )\vert P_{\lambda ,s}=n\}} für {\displaystyle n\geq 0}, ist exponentialverteilt mit dem Parameter {\displaystyle \lambda }. Die Wartezeit auf den nächsten Sprung ist also gedächtnislos, d. h., die Restwartezeit auf den nächsten Sprung ist unabhängig von der bisherigen Wartezeit. Daraus folgt, dass auch hier das Wartezeitparadoxon gilt.
- Demnach ist die Wartezeit bis zum {\displaystyle n}-ten Sprung {\displaystyle T_{n}} gammaverteilt mit Parametern {\displaystyle n} und {\displaystyle \lambda }. Man sieht das deutlich, wenn man {\displaystyle T_{n}} als {\displaystyle T_{n}=T_{1}+(T_{2}-T_{1})+\cdots +(T_{n}-T_{n-1})} schreibt.
- Ist {\displaystyle P_{\lambda ,t}} ein Poisson-Prozess und {\displaystyle s\geq 0}, so ist {\displaystyle {\hat {P}}_{\lambda ,t}=P_{\lambda ,s+t}-P_{\lambda ,s}} für {\displaystyle t\geq 0} wieder ein Poisson-Prozess, d. h., die Zuwächse homogener Poisson-Prozesse sind stationär. Ein homogener Poisson-Prozess ist also ein spezieller Lévy-Prozess.
- Für den Erwartungswert und die Varianz gilt {\displaystyle \operatorname {E} (P_{\lambda ,t})=\operatorname {Var} (P_{\lambda ,t})=\lambda \cdot t}.
- Für die quadratische Variation gilt {\displaystyle [P_{\lambda }]_{t}=P_{\lambda ,t}}, da der stetige Martingalanteil {\displaystyle P_{\lambda }^{\text{c}}} verschwindet und alle Sprünge die Höhe 1 haben.
- Da der Pfad des Prozesses monoton steigt, ist {\displaystyle P_{\lambda ,t}} ein Submartingal bezüglich seiner natürlichen Filtrierung.
- Falls man einen stochastischen Prozess hat, der die drei definierenden Eigenschaften erfüllt, so existiert eine Version des Prozesses mit càdlàg-Pfaden, also ein Poisson-Prozess.
- {\displaystyle M_{\lambda ,t}:=P_{\lambda ,t}-\operatorname {E} (P_{\lambda ,t})=P_{\lambda ,t}-\lambda \cdot t} heißt kompensierter Poisson-Prozess und ist ein Martingal bezüglich seiner natürlichen Filtrierung.
- Unter relativ allgemeinen Annahmen konvergiert die Überlagerung von allgemeinen Erneuerungsprozessen asymptotisch gegen einen Poisson-Prozess (Satz von Palm-Chintschin).
- Es gilt der Abbildungsatz, das heißt, ein Poisson-Punktprozess mit Intensität {\displaystyle \gamma } bildet unter einer messbaren Abbildung {\displaystyle f} wieder einen Poisson-Punktprozess mit der Intensität {\displaystyle f(\gamma )}.[1]

## Alternative Definition
In der obigen Definition wird die Poisson-Verteilung vorausgesetzt, sie lässt sich aber auch aus grundlegenden Eigenschaften eines stochastischen Prozesses (Poissonsche Annahmen) ableiten. Wenn diese Eigenschaften einem Geschehen in guter Näherung zugeordnet werden können, wird die Ereignishäufigkeit Poisson-verteilt sein. Poisson veröffentlichte 1837 seine Gedanken zu dieser Verteilung zusammen mit seiner Wahrscheinlichkeitstheorie in dem Werk „Recherches sur la probabilité des jugements en matières criminelles et en matière civile“ („Untersuchungen zur Wahrscheinlichkeit von Urteilen in Straf- und Zivilsachen“).
Man betrachtet ein Raum- oder Zeitkontinuum {\displaystyle w}, in dem zählbare Ereignisse mit konstanter mittlerer Anzahl {\displaystyle g} pro Einheitsintervall stattfinden (ein Bernoulli-Experiment wird sehr oft, sozusagen an jedem Punkt des Kontinuums durchgeführt). Nun richtet man den Blick auf ein genügend kleines Kontinuumsintervall {\displaystyle \Delta w}, das je nach Experiment einen Bereich, ein Zeitintervall, eine abgegrenzte Strecke, Fläche oder Volumen darstellen kann. Was sich dort ereignet, bestimmt die globale Verteilung auf dem Kontinuum.
Die drei Poissonschen Annahmen lauten:
1. Innerhalb des Intervalls {\displaystyle [w,w+\Delta w]} gibt es höchstens ein Ereignis (Seltenheit).
2. Die Wahrscheinlichkeit, ein Ereignis im Intervall zu finden, ist proportional zur Länge des Intervalls {\displaystyle \Delta w}. Da {\displaystyle g} konstant ist, ist es damit auch unabhängig von {\displaystyle w}.
3. Das Eintreten eines Ereignisses im Intervall {\displaystyle \Delta w} wird nicht beeinflusst von Ereignissen, die in der Vorgeschichte stattgefunden haben (Geschichtslosigkeit).

Mit Annahme 1 und 2 ist die Wahrscheinlichkeit, ein Ereignis im Intervall {\displaystyle \Delta w} zu finden, gegeben als
{\displaystyle p_{1}(\Delta w)=g\cdot \Delta w,}
sowie die Wahrscheinlichkeit, dass in {\displaystyle \Delta w} kein Ereignis auftritt, durch
{\displaystyle p_{0}(\Delta w)=1-p_{1}(\Delta w)=1-g\cdot \Delta w.}
Nach Annahme 3 ist die Wahrscheinlichkeit eines ereignisfreien Intervalls {\displaystyle \Delta w} unabhängig vom Auftreten irgendwelcher Ereignisse im Bereich {\displaystyle w} davor. So berechnet man die Wahrscheinlichkeit für kein Ereignis bis zum Punkt {\displaystyle w+\Delta w} zu
{\displaystyle p_{0}(w+\Delta w)=p_{0}(w)\cdot p_{0}(\Delta w)=p_{0}(w)-g\cdot p_{0}(w)\cdot \Delta w.}
Das ergibt näherungsweise die gewöhnliche Differentialgleichung {\displaystyle {\tfrac {\mathrm {d} p_{0}(w)}{\mathrm {d} w}}=-g\cdot p_{0}(w)} mit der Lösung
{\displaystyle p_{0}(w)=\mathrm {e} ^{-g\cdot w}}
unter der Anfangsbedingung {\displaystyle p_{0}(0)=1}. Ebenso findet man die Wahrscheinlichkeit für {\displaystyle m} Ereignisse bis zum Punkt {\displaystyle w+\Delta w}
{\displaystyle {\begin{aligned}p_{m}(w+\Delta w)&=p_{m}(w)\cdot p_{0}(\Delta w)+p_{m-1}(w)\cdot p_{1}(\Delta w)\\&=p_{m}(w)-g\cdot p_{m}(w)\cdot \Delta w+g\cdot p_{m-1}(w)\cdot \Delta w.\end{aligned}}}
Jedes angehängte Intervall {\displaystyle \Delta w} darf nach Annahme 1 nur entweder kein oder ein Ereignis enthalten. Die entsprechende Differentialgleichung {\displaystyle {\tfrac {\mathrm {d} p_{m}(w)}{\mathrm {d} w}}=-g\cdot p_{m}(w)+g\cdot p_{m-1}(w)} hat die Lösung
{\displaystyle p_{m}(w)={\frac {(g\cdot w)^{m}}{m!}}\mathrm {e} ^{-g\cdot w}.}
Identifiziert man nun in diesem Ausdruck, der die Wahrscheinlichkeit des Eintretens von {\displaystyle m} Ereignissen im Kontinuumsbereich {\displaystyle w} beschreibt, die Parameter {\displaystyle (g\cdot w)} mit {\displaystyle \lambda } und {\displaystyle m} mit {\displaystyle k}, stimmt er mit der Formel der Poisson-Verteilung überein. Die Zahl {\displaystyle \lambda } ergibt sich in vielen Aufgabenstellungen als Produkt einer Rate (Anzahl von Ereignissen pro Einheitsintervall) und einem Vielfachen des Einheitsintervalls.

## Zusammengesetzte Poisson-Prozesse
Sind {\displaystyle N_{t}} ein Poisson-Prozess mit Intensität {\displaystyle \mu } sowie {\displaystyle Y_{1},Y_{2},\ldots } unabhängig und identisch verteilte Zufallsvariablen unabhängig von {\displaystyle N_{t}}, so wird der stochastische Prozess
{\displaystyle X_{t}:=\sum _{n=1}^{N_{t}}Y_{n}}
als zusammengesetzter Poisson-Prozess bezeichnet. {\displaystyle X_{t}} ist dann zusammengesetzt Poisson-Verteilt. Wie der ursprüngliche Poisson-Prozess ist auch {\displaystyle X} ein Sprungprozess unabhängiger Zuwächse und exponential({\displaystyle \mu })-verteilter Abstände zwischen den Sprüngen mit Sprunghöhen, die nach {\displaystyle Y} verteilt sind. Gilt {\displaystyle Y_{1}=1} f. s., so erhält man wieder einen Poisson-Prozess.
Für den Erwartungswert gilt die Formel von Wald (nach dem Mathematiker Abraham Wald):
{\displaystyle \mathbb {E} (X_{t})=\mathbb {E} (N_{t})\mathbb {E} (Y_{1})=\mu t\mathbb {E} (Y_{1})}.
Für die Varianz gilt die Blackwell-Girshick-Gleichung:
{\displaystyle \operatorname {Var} (X_{t})=\mu t\operatorname {E} (Y_{1})^{2}+\mu t\operatorname {Var} (Y_{1})}.
Zusammengesetzte Poisson-Prozesse sind Lévy-Prozesse.

## Inhomogener Poisson-Prozess

Graph eines inhomogenen Poisson-Prozesses. Die Events sind als schwarze Kreuze markiert. Die Rate, die sich im Laufe der Zeit verändert, ist in Rot eingezeichnet.

In manchen Fällen kann es sinnvoll sein, {\displaystyle \lambda } nicht als Konstante, sondern als Funktion der Zeit aufzufassen. {\displaystyle \lambda (t)} muss dabei die beiden Bedingungen
- {\displaystyle \lambda (t)>0} für alle {\displaystyle t\in \mathbb {R} _{+}} und
- {\displaystyle \int _{\tau _{1}}^{\tau _{2}}\lambda (t)\,\mathrm {d} t<\infty } für {\displaystyle \tau _{1},\tau _{2}\in \mathbb {R} _{+}}

erfüllen.
Für einen inhomogenen Poisson-Prozess {\displaystyle (P_{\lambda (t),t})_{t\geq 0}} gilt abweichend von einem homogenen Poisson-Prozess:
- {\displaystyle P_{t}-P_{s}\sim {\mathcal {P}}_{\int _{s}^{t}\lambda (u)\,\mathrm {d} u}}, wobei {\displaystyle {\mathcal {P}}} wieder die Poisson-Verteilung mit dem Parameter {\displaystyle \int _{s}^{t}\lambda (u)\,\mathrm {d} u} bezeichnet.
- Für den Erwartungswert gilt {\displaystyle \operatorname {E} (P_{t})=\int _{0}^{t}\lambda (u)\,\mathrm {d} u}.
- Für die Varianz gilt ebenfalls {\displaystyle \operatorname {Var} (P_{t})=\int _{0}^{t}\lambda (u)\,\mathrm {d} u}.
- Sind {\displaystyle \tau _{1}} und {\displaystyle \tau _{2}} zwei Sprungstellen des inhomogenen Poisson-Prozesses, dann ist {\displaystyle \int _{\tau _{1}}^{\tau _{2}}\lambda (t)\,\mathrm {d} t} exponentialverteilt mit dem Parameter 1.

## Cox-Prozess
Ein inhomogener Poisson-Prozess mit stochastischer Intensitätsfunktion {\displaystyle \lambda (t)} heißt doppelt stochastischer Poisson-Prozess oder nach dem englischen Mathematiker David Cox auch Cox-Prozess. Betrachtet man eine bestimmte Realisierung von {\displaystyle \lambda (t)}, verhält sich ein Cox-Prozess wie ein inhomogener Poisson-Prozess. Für den Erwartungswert von {\displaystyle P_{\lambda (t),t}} gilt
{\displaystyle \operatorname {E} (P_{\lambda (t),t})=\operatorname {E} \left(\int _{0}^{t}\lambda (u)\,\mathrm {d} u\right)}.

## Anwendungsbeispiele
- Allgemein:
  - Zählung von gleichverteilten Ereignissen pro Flächen-, Raum- oder Zeitmaß (z. B. Anzahl der Regentropfen auf einer Straße; Anzahl der Sterne in einem Volumen V ist ein dreidimensionaler Poisson-Prozess)
  - Bestimmung der Häufigkeit seltener Ereignisse wie Versicherungsfälle, Zerfallsprozesse, Reparaturaufträge oder der Zahl der Tore in einem Fußballspiel (s. das Fußballbuch von Metin Tolan)
- Bediensysteme:
  - die zufällige Anzahl von Telefonanrufen pro Zeitspanne
  - die zufällige Anzahl der Kunden an einem Schalter pro Zeitspanne
  - die Zeitpunkte, in denen Anforderungen (Personen, Jobs, Telefonanrufe, Heap, …) bei einem Bediener (Bank, Server, Telefonzentrale, Speicherverwaltung, …) eingehen
- Fehler, Ausfälle, Qualitätskontrolle:
  - die zufällige Anzahl von nichtkeimenden Samenkörnern aus einer Packung
  - die Orte, an denen ein Faden Noppen hat
  - Anzahl der Pixelfehler auf einem LCD
  - Anzahl der Schlaglöcher auf einer Landstraße
  - Anzahl der Druckfehler in einem Buch
  - Anzahl der Unfälle pro Zeitspanne an einer Kreuzung
  - Auf  (PDF; 35 kB) wird der Versuch unternommen, die Abfolge von Selbstmorden am Massachusetts Institute of Technology als Poisson-Prozess zu modellieren.
- Physik:
  - die Zeitpunkte, in denen eine radioaktive Substanz ein {\displaystyle \alpha }-Teilchen emittiert
  - zufällige Anzahl der {\displaystyle \alpha }-Teilchen, die von einer radioaktiven Substanz in einem bestimmten Zeitraum emittiert werden
- Versicherungsmathematik:
  - die Zeitpunkte von Großschäden einer Versicherung. In der Finanz- und Schadensversicherungsmathematik wird das Auftreten von zu deckenden Schäden üblicherweise durch einen zusammengesetzten Poisson-Prozess beschrieben, bei dem die einzelnen, unabhängig voneinander auftretenden Schäden nach Y verteilt sind. Versieht man diesen Schadensprozess dann noch mit einem deterministischen, negativen Drift (Versicherungsbeiträge), so erhält man den Vermögensprozess des Versicherungsunternehmens, auch Risikoprozess genannt. Dem schließen sich Fragestellungen an wie: Wie wahrscheinlich ist es, dass der Vermögensprozess einen gewissen Schwellwert x, das heißt die Rücklagen der Versicherung, überschreitet und damit einen Konkurs erleidet (sogenanntes Ruin-Problem)? Wie stark muss der negative Drift beziehungsweise der Beitragssatz sein, um die Wahrscheinlichkeit eines Konkurses (sog. Ruinwahrscheinlichkeit) unter eine vorgegebene Schwelle zu drücken?
- Finanzmathematik:
  - Modelle für Kurse von Aktien, wobei auch Sprünge erlaubt sind. Hierfür werden zwar oft Lévy-Prozesse verwendet, aber da unendliche Aktivität oft schwer zu messen ist, werden auch zusammengesetzte Poissonprozesse verwendet.
  - Kreditrisikomodelle helfen CDS, -Spreads und andere Kreditderivate zu bewerten und modellieren.